# Kroktjärnen (Rätans socken, Jämtland)
Kroktjärnen är en sjö i Bergs kommun i Jämtland och ingår i Ljusnans huvudavrinningsområde.